# Банников, Константин Николаевич
Константин Николаевич Банников (1901—1983) — советский военачальник, генерал-майор танковых войск (1946), участник Гражданской, Советско-японской и Великой Отечественной войн.

## Биография
Родился 15 октября 1901 года на Ново-Яковлевском руднике Екатеринославской губернии.
С 1917 году служил в Красной гвардии, служил красногвардейцем боевой дружины и Донбасского красногвардейского отряда.
С 1918 по 1919 год — помощник начальника и старший разведчик партизанских отрядов. С 1919 года призван в ряды РККА, участник Гражданской войны в борьбе с частями ВСЮР. С 1919 года — политический боец 3-го интернационального полка и 13-го советского Украинского полка. С 1919 по 1920 год — политический работник караульного батальоне в составе Кременчугского уездного военкомата. С 1920 по 1921 год — адъютант отряда по борьбе с бандитизмом в Кременчуге и каптенармус оружейной команды 67-го стрелкового полка в составе Войск ВОХР. С 1921 по 1922 год служил в составе 61-го и 58-го стрелковых полков 7-й стрелковой дивизии и 20-й стрелковой бригады в должности секретаря военного комиссара. С 1922 по 1923 год — политический руководитель взвода и роты 19-го стрелкового полка. С 1924 по 1926 год обучался в Киевской объединённой школе командиров РККА имени С. С. Каменева.
С 1926 по 1929 год служил в 74-м Крымском стрелковом полку в должности помощника командира роты по политической части и  политический руководитель  артиллерийского дивизиона 25-й стрелковой дивизии. С 1929 по 1933 год — Миргородский районный военный комиссар. С 1933 по 1937 год обучался в Военной ордена Ленина академии бронетанковых войск имени И. В. Сталина.
С 1938 по 1939 год — командир 31-го механизированного полка в составе 31-й кавалерийской дивизии, участник Хасанских боёв. С 1939 по 1940 год — начальника автобронетанковой службы Полтавского укрепрайона в составе ОКДВА. С 1940 по 1941 год — старший помощник начальника автобронетанковой службы Дальневосточного фронта. С марта по октябрь 1941 год — командир 116-го танкового полка 58-й танковой дивизии в составе 1-й Краснознамённой армии. С 1941 по 1942 год — начальник штаба Уссурийской танковой дивизии. С 1 февраля 1942 по 15 марта 1943 года — командир 95-й танковой бригады, в составе 9-го танкового корпуса, воевал на Западном фронте. С марта по май 1943 год — командующий бронетанковыми и механизированными войсками 33-й армии. С 19 мая по 12 июля 1943 года — командир 89-й танковой бригады в составе 1-го танкового корпуса. 
С 17 по 21 декабря 1943 год — исполняющий обязанности командира 1-го танкового корпуса. С 1944 по 1945 год обучался в  Высшей военной академии имени К. Е. Ворошилова. С апреля по июль 1945 года — заместитель командующего Бронетанковыми и механизированными войсками 2-го Белорусского фронта, участник Берлинской наступательной операции. С 1945 по 1946 год — заместитель командующего Бронетанковыми и механизированными войсками Северной группы войск. С 1946 по 1947 год — командир 3-й гвардейской танковой дивизии в составе ГСВГ. С 1947 по 1953 год служил в штабе БТиМВ Советской армии в должности начальника ряда отделов, занимался вопросами по исследования вопросов тактики, оперативного искусства и изучения опыта войны.
С 1953 года в запасе.
Скончался 31 января 1983 года в Москве.

## Награды
- Орден Ленина (21.02.1945);
- три ордена Красного Знамени (ного Знамени (30.03.1943, 03.11.1944, 20.06.1949);
- Орден Кутузова II степени (29.05.1945);
- Орден Александра Невского (03.01.1944);
- Орден Отечественной войны I степени (02.10.1943);
- Медаль «XX лет РККА» (06.11.1938);
- Медаль «За победу над Германией в Великой Отечественной войне 1941—1945 гг.» (09.05.1945)[8][9][1].